# Dazzy Vance
Charles Arthur Vance, detto Dazzy (Orient, 4 marzo 1891 – Homosassa Springs, 16 febbraio 1961), è stato un giocatore di baseball statunitense che ha giocato nel ruolo di lanciatore nella Major League Baseball (MLB). È stato introdotto nella National Baseball Hall of Fame nel 1955.

## Carriera
Vance debuttò nella MLB nel 1915 con i Pittsburgh Pirates. Nei primi anni di carriera giocò sporadicamente, tanto che scese in campo il soli 33 inning prima dei trent'anni. Nel 1922, Vance ebbe un record di 18–12 con 3,70 di media PGL (ERA) e guidò la lega con 134 strikeout.La sua migliore stagione giunse nel 1924, quando guidò la National League in vittorie (28), strikeout (262) ed ERA (2,16), vincendo la Tripla corona e il titolo di MVP della National League. Stabilì anche l'allora record di lega con 15 strikeout contro i Chicago Cubs in una gara del 23 agosto 1924. L'anno successivo fece registrare 17 strikeout ma in una partita da 10 inning.
Il 24 settembre 1924, Vance mandò strikeout tre battitori avversari in nove lanci nella vittoria per 6–5 sui Chicago Cubs, diventando il quinto lanciatore della NL e il settimo della storia della MLB a riuscirvi. Concluse l'annata con 262 strikeout, più di qualsiasi altri due lanciatori della National League messi assieme (Burleigh Grimes ne ebbe 135 e Dolf Luque ne ebbe 86 e furono secondo e terzo, rispettivamente). Vance lanciò un no-hitter il 13 settembre 1925 contro i Philadelphia Phillies, nella vittoria 10-1.
Le prestazioni di Vance iniziarono a calare all'inizio degli anni trenta, anche se vinse le sue uniche World Series nel 1934 con i St. Louis Cardinals. Si ritirò dopo la stagione 1935. Vance guidò la lega in ERA tre volte, in vittorie due volte e stabilì un record della National League guidandola in strikeout per sette anni consecutivi.

## Palmarès

### Club
- World Series: 1

St. Louis Cardinals: 1934

### Individuale
- MVP della National League: 1

1924
- Tripla corona: 1

1924
- Leader della MLB in vittorie: 2

1924, 1925
- Leader della MLB in media PGL: 3

1924, 1928, 1930
- Leader della National League in strikeout: 7

1922-1928
- No-hitter lanciati: 1

13 settembre 1925